# Christy Carlson Romano
Christy Carlson Romano (* 20. březen, 1984, Milford, USA) je americká herečka a zpěvačka.

## Kariéra
Před kamerou se poprvé objevila v roce 1996 jako dvanáctiletá slečna, a to konkrétně v televizním filmu The Many Trials of Tammy B. Známou se stala v USA především díky hlasovým rolím v seriálech a televizních filmech Kim Possible. Ještě v roce 1996 se objevila ve filmu Všichni říkají: Miluji tě, kde hlavní role obsadili Edward Norton a Drew Barrymoreová. V roce 2002 si zahrála v televizním filmu Kadetka Kelly po boku Hilary Duffové. Zahrála si také v druhém video pokračování úspěšného filmu začátku 90. let s názvem Ledové ostří 2, které se točilo v roce 2006, zahrála si tam hlavní roli krasobruslařky Jackie. Zahrála si také v dalším úspěšném pokračování filmu  Ledové ostří 3 jako trenérka Jackie.
Objevuje se především ve filmech a seriálech z produkce Walta Disneye a v roce 2004 pro něj také nazpívala album plné písní z různých filmů.

## Ocenění
V letech 2001 a 2002 získala za svou roli v seriálu Báječní Stevensovi cenu Young Artist Award. Na tuto cenu byla nominována i v roce 2004 za televizní film, který navazoval právě na seriál o rodině Stevensových. Cenu však nezískala.
V roce 2005 byla za seriál Kim Possible nominována na Cenu Daytime Emmy, cenu však nezískala.

## Filmografie

### Film
| Rok  | Název                              | Role                   | Poznámky                     |
| ---- | ---------------------------------- | ---------------------- | ---------------------------- |
| 1996 | Všichni říkají: Miluji tě          | kolednice              |                              |
| 1997 | Henry Fool                         | Pearl ve 14 letech     |                              |
| 1999 | Goosed                             | Gail                   |                              |
| 2000 | Čekání na ozvěnu                   | Tina Pirelli           |                              |
| 2005 | Final Fantasy VII: Advent Children | Yuffie Kisaragi (hlas) |                              |
| 2007 | Taking 5                           | Danielle Thompson      |                              |
| 2009 | Wolvesbayne                        | Alex Layton            |                              |
| 2010 | The Legend of Secret Pass          | Nica (hlas)            |                              |
| 2010 | Suicide Dolls                      | Amber                  |                              |
| 2010 | Movin' In                          | Ann Beck               |                              |
| 2010 | Zrcadla 2                          | Jenna McCarty          |                              |
| 2012 | Loosies                            | Carmen                 |                              |
| 2012 | Infected                           | Kelly                  |                              |
| 2013 | Lucky Dog                          | Sharon                 |                              |
| 2014 | Prism                              | Grace                  |                              |
| 2014 | Real Love                          | Brie                   | krátkometrážní film          |
| 2015 | The Girl in the Photographs        | Britney                |                              |
| 2016 | Bear with Us                       | Quincy Adams           |                              |
| 2016 | Vánoce zas a znovu                 | Marilyn                | také režisérka a producentka |
| 2017 | Blood Circus                       | Sherry                 |                              |
| 2019 | Dream Killer                       | Grace Rodson           |                              |

### Televize
| Rok        | Název                         | Role                                 | Poznámky                                   |
| ---------- | ----------------------------- | ------------------------------------ | ------------------------------------------ |
| 1996       | The Many Trials of Tammy B    | Dani                                 | TV film                                    |
| 1999       | U nás ve Springfieldu         | Erica                                |                                            |
| 2000–2003  | Báječní Stevensovi            | Ren Stevens                          | hlavní role                                |
| 2001       | B.S.                          | Andy Brenner                         | TV film                                    |
| 2002       | Kadetka Kelly                 | kapitánka Jennifer Stone             | TV film                                    |
| 2002–2007  | Kim Possible                  | Kimberly Ann „Kim“ Possible (hlas)   | hlavní role                                |
| 2003       | Stevensovi bodují             | Ren Stevens                          | TV film                                    |
| 2003       | Kim Possible: Problém s časem | Kim Possible (hlas)                  | TV film                                    |
| 2004       | Joan z Arkádie                |                                      | díl: „The Book of Questions“               |
| 2005       | Kim Possible: Velký drámo     | Kim Possible (hlas)                  | TV film                                    |
| 2005       | Kalifornské léto              | Gigi                                 | díl: „Where There's a Will There's a Wave“ |
| 2005       | Lilo a Stitch                 | Kim Possible (hlas)                  | díl: „Rufus: Experiment #607“              |
| 2005       | Všechna naše tajemství        | Violet                               | TV film                                    |
| 2006       | Ledové ostří 2                | Jackie Dorsey                        | TV film                                    |
| 2006       | Griffinovi                    | Quagmirova dívka na jednu noc (hlas) | díl: „Jak se zbavit ženy“                  |
| 2006       | Casper a strašidelná škola    | Mantha (hlas)                        | TV film                                    |
| 2007       | Kaya                          | Kat                                  | 3 díly                                     |
| 2008       | Ledové ostří 3: Splněný sen   | Jackie Dorsey                        | TV film                                    |
| 2009       | Sestra Hawthornová            | Alex                                 | díl: „Night Moves“                         |
| 2010       | Iris Expanding                | Zelda                                | neprodaný televizní pilotní díl            |
| 2010       | Tučňáci z Madagaskaru         | Malá dívka / Lunacorn (hlas)         | díl: „Hello, Dollface/Huffin and Puffin“   |
| 2014       | Deadly Daycare                | Gabby                                | TV film                                    |
| 2016       | Christmas with the Andersons  | Caroline                             | TV film                                    |
| 2018–dosud | Velká šestka                  | Trina (hlas)                         | 6 dílů                                     |
| 2019       | We're Alive: Goldrush         | Gloria                               | 7 dílů                                     |
| 2019       | Kim Possible                  | Poppy Blu                            | TV film                                    |

### Internet
| Rok  | Název   | Role      | Poznámky         |
| ---- | ------- | --------- | ---------------- |
| 2012 | MyMusic | The Devil | díl: „Sabotage!“ |

### Videohry
| Rok  | Název                                             | Role            | Poznámky       |
| ---- | ------------------------------------------------- | --------------- | -------------- |
| 2002 | Kingdom Hearts                                    | Yuffie          |                |
| 2002 | Kim Possible: Revenge of Monkey Fist              | Kim Possible    |                |
| 2003 | Kim's Most Wanted Wacko Bad Guys                  | Kim Possible    |                |
| 2004 | Totally Awesome Tempus Simius Simulation Activity | Kim Possible    |                |
| 2004 | Villain House Party                               | Kim Possible    |                |
| 2005 | Even Stevens' Survival Challenge                  | Ren Stevens     |                |
| 2005 | Cadet Captain Stone's Drill Team Challenge        | kapitánka Stone |                |
| 2006 | Kim Possible: What's the Switch?                  | Kim Possible    |                |
| 2011 | Fainaru fantajî XIII-2                            | Různé hlasy     | anglická verze |